# 瓜达尔卡萨尔
瓜达尔卡萨尔，是西班牙安达卢西亚自治区科尔多瓦省的一个市镇。总面积72平方公里，总人口1149人（2001年），人口密度16人/平方公里。